# Juvenalorden
JuvenalOrden, egentligen Juvenalernas Upplifvade Orden eller JO, är ett akademiskt ordenssällskap i Uppsala, endast öppet för män. Juvenalorden har tagit sina traditioner från Juvenalerna, ett sällskap aktivt under främst 1840-talet. Ordens syfte är att "verka för förädlad ungdomsglädje i studentlivet". JuvenalOrden har också varit omdiskuterad medialt där Mikael Tornving kommenterat sitt medlemskap.

## Historia
Juvenalorden grundades våren 1907 av teologistudenten August Lindh och medicinaren  James Heyman. Dessa var bägge sedan tidigare medlemmar i ordenssällskapet SHT. Medelåldern bland SHT:s medlemmar hade under 1890-talet stigit och genom grundandet av Juvenalorden hoppades vissa av SHT:s yngre medlemmar återge Uppsalas ordensliv dess ungdomliga fräschör. Direkt knöts juristen Harald Adelsohn och medicinaren Einar Göthlin till sällskapet, och Göthlin var den som skapade Juvenalordens symbol, en uggla sittande på ett J i ett O. 

## Verksamhet
Juvenalorden hävdas odla en humor som kännetecknas av kvickhet, lärdom och travesti på kulturarvet. Av stort intresse för Juvenalorden är de stora svenska skalderna Gunnar Wennerberg (själv aktiv i det äldre sällskapet Juvenalerna) och Carl Michael Bellman. Vid sidan av Juvenalordens interna verksamhet förekommer också spex och annan form av underhållning, öppen för allmänheten. Vid dessa offentliga framträdanden offentliggörs dock inte de medverkandes namn. I nyare produktioner, till exempel En kalabalik i sänder, har inlånade deltagares namn dock publicerats.

## Kända medlemmar
Föreningen avslöjar inte sina medlemmar officiellt, dock räknas till dess krets bland andra: 
- Immanuel Björkhagen, läroboksförfattare
- Thord Carlsson, skådespelare
- Hans Dalborg, styrelseordförande
- Tage Danielsson, komiker
- Sven Delblanc, författare
- Odd Engström, vice statsminister
- Moltas Erikson, psykiater, underhållare
- Ejnar Haglund, allvetare
- Nils Hasselskog, Grönköpingsförfattare,  skaparen av Transpiranto
- Gösta Knutsson, författare
- August Lindh, präst, grundare
- Sten Lindroth, akademiledamot
- Finn Malmgren, forskningsresande
- Peter Nobel[3], generalsekreterare
- Richard Ringmar, bankman
- Henrik Sandblad, professor
- Björn von Sydow, politiker
- Mikael Tornving, komiker
- Henrik Hjelt, komiker
- Ulf Kvensler, manusförfattare
- Mattias Konnebäck, komiker
- Otto Cars, professor
- Hans Furuhagen[4]

## Offentliga föreställningar i urval
(ej fullständig)
- 1957 Gustav III (vid 50-årsjubileet)
- 1975 Gonatt Statt, Uppsala stadshotell
- 1977 Kakel Spektakel, Centralbadet i Uppsala
- 1980 Upplands-JoJo´n
- 1982 Kuliss på villovägar
- 1985 Två korslagda meloner
- 1987 Barberare mot sin vilja
- 1992 Gustaf III, Upsala stadsteater
- 1996 Nyttipanna, Upsala stadsteater
- 1998 Negresco, musikal, Uppsala stadsteater
- 2002 Kronan på Verket, krogshow, Uppsala slott[5]
- 2005 Allsång på Snäckan, Parksnäckan[6]
- 2007 En kalabalik i sänder, Uppsala stadsteater (vid 100-årsjubileet)[7]
- 2012 Scener ur ett missförstånd, nummerrevy, Uppsala stadsteater[8]
- 2017 En rolig historia, nummerrevy, Uppsala stadsteater[9][10][11]
- 2024 Litteraturkanonen, nummerrevy, Uppsala stadsteater (i samarbete med Ambrosiaorden)[12][13]